# Laura Frost
Laura Frost, geb. Lemmel (* 8. November 1851 in Bartenstein, Ostpreußen; † 4. Dezember 1924 in Dortmund) war eine deutsche Schriftstellerin und Frauenrechtlerin.

## Leben
Laura Frost war die Tochter des Kaufmanns Carl Lemmel († 1873) in Bartenstein und der Emilie Lemmel († 1911), geb. von Schumann. Sie hatte vier Geschwister, darunter den Königsberger Weinhändler und Vorsitzenden der Ostpreußischen Blinden-Unterrichts-Anstalt Paul Lemmel.
Am 12. Dezember 1873 heiratete sie den Landgerichtsrat Johann Karl Hermann Frost (* 6. April 1838; † 4. Februar 1885), mit dem sie drei Söhne und eine Tochter hatte.: Walter (1874–1840), später Professor der Philosophie an der Universität Riga; Reinhold (1876–1914), Julius (1879–?) und Marie (1882–1969), später verehelichte Rindfleisch.
Laura Frost wurde im Alter von 33 Jahren Witwe. Zu dieser Zeit richtete sie in Königsberg in der Hartungschen Zeitung eine Ecke Für die Frau ein, damals eine Aufsehen erregende Neuerung. Sie verfasste ein Buch über die Persönlichkeit Friedrich Nietzsches, eine Biografie über Johanna Schopenhauer, die in mehreren Auflagen gedruckt wurde, viele Aufsätze Von der Mutterliebe, Takt und guter Ton und anderes, sowie Novellen und zwei Romane. Zuletzt lebte sie in Bonn.

## Schriften
- Ostpreußische Leute I.: Gustav Friedrich Dinter, C. Sterzel’s Buchhandlung, Gumbinnen 1907  (Web-Ressource).
- Johanna Schopenhauer: Ein Frauenleben aus der klassischen Zeit, Klinkhardt & Biermann, 2. Auflage, Leipzig 1913; Kafemann, 3. Auflage, Danzig 1924.
- Zu Hause und in der Gesellschaft: Takt, guter Ton, Lebensart und Sitte, Union, Stuttgart/Berlin/Leipzig 1917.
- Macht die Kinder froh! Ein Wort an die deutsche Mutter, Stiftungsverlag, Potsdam 1922.
- Dem Glück entgegen, Roman, Verlagshaus für Volksliteratur und Kunst, Berlin 1923.